# Szalonkacsőrű guvat
Az szalonkacsőrű guvat (Capellirallus karamu) a madarak osztályának darualakúak (Gruiformes) rendjébe és a guvatfélék (Rallidae) családjába tartozó kihalt faj.

## Előfordulása
Csontjait az Új-Zélandon lévő karamu barlangban találták.

## Kihalása
Kihalása valószínűleg nagyban összefügg a 13. században a szigetre betelepülő polinéziai patkánnyal.

## Külső hivatkozás
- Képek az interneten a fajról